# مايك شيريدان
مايك شيريدان (بالدنماركية: Mike Sheridan)‏ هو منتج أسطوانات دنماركي، ولد في 25 أكتوبر 1991 في الدنمارك في مملكة الدنمارك.

## وصلات خارجية
- مايك شيريدان على موقع IMDb (الإنجليزية)
- مايك شيريدان على موقع ميوزك برينز (الإنجليزية)
- مايك شيريدان على موقع ديسكوغز (الإنجليزية)